# Марђиња (Бухуши)
Марђиња (рум. Marginea) насеље је у Румунији у округу Бакау у општини Бухуши. Oпштина се налази на надморској висини од 310 m.

## Становништво
Према подацима из 2002. године у насељу је живело 205 становника, од којих су сви румунске националности.